# Laberlière
Laberlière is een gemeente in het Franse departement Oise (regio Hauts-de-France) en telt 170 inwoners (2004). De plaats maakt deel uit van het arrondissement Compiègne.

## Geografie
De oppervlakte van Laberlière bedraagt 3,5 km², de bevolkingsdichtheid is 48,6 inwoners per km².
De onderstaande kaart toont de ligging van Laberlière met de belangrijkste infrastructuur en aangrenzende gemeenten.

## Demografie
Onderstaande figuur toont het verloop van het inwonertal (bron: INSEE-tellingen).